# 雷蒂亚铁路
雷蒂亚铁路（德語：Rhätische Bahn、義大利語：、羅曼什語：、缩写RhB）是一家瑞士运输公司，拥有瑞士最大的私营铁路网络。该公司主要经营格劳宾登州的铁路线路，仅有東南部几公里的铁路穿过國界進入意大利境內；原本在西南部另有一條獨立路段由梅索科穿越州界通往提契諾州的首府貝林佐納，但已於2003年售予一個私人組織SEFT。
雷蒂亚铁路为许多主要的旅游中心服务，包括圣莫里茨和达沃斯。其中一个线路贝尔尼纳铁路穿越贝尔尼纳山口到达意大利边境伦巴第大区蒂拉诺，与意大利铁路连结。
2008年，雷蒂亚铁路在阿布拉/伯尔尼纳景观被联合国教科文组织列入世界遗产名单。
雷蒂亞鐵路是第一條出現在Google街景的鐵路。

## 所有

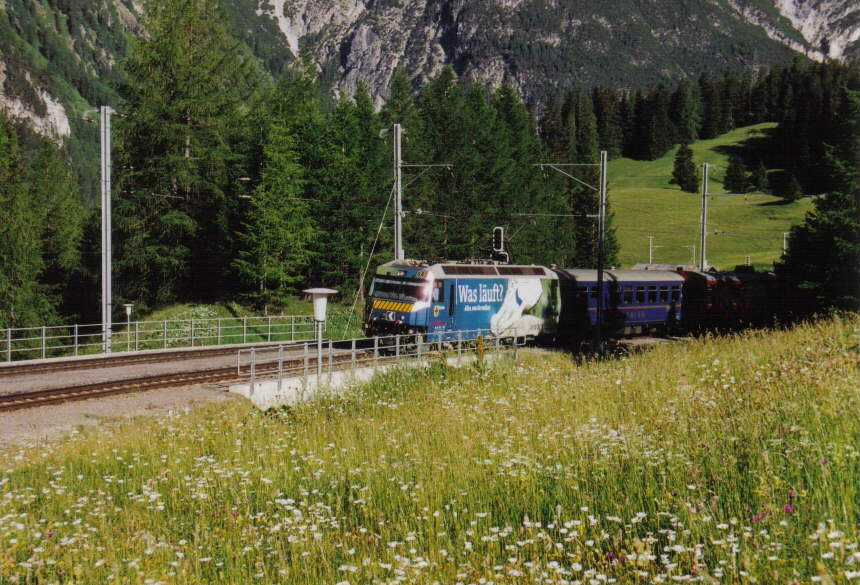
雷蒂亚铁路列车靠近 Preda, June 2003

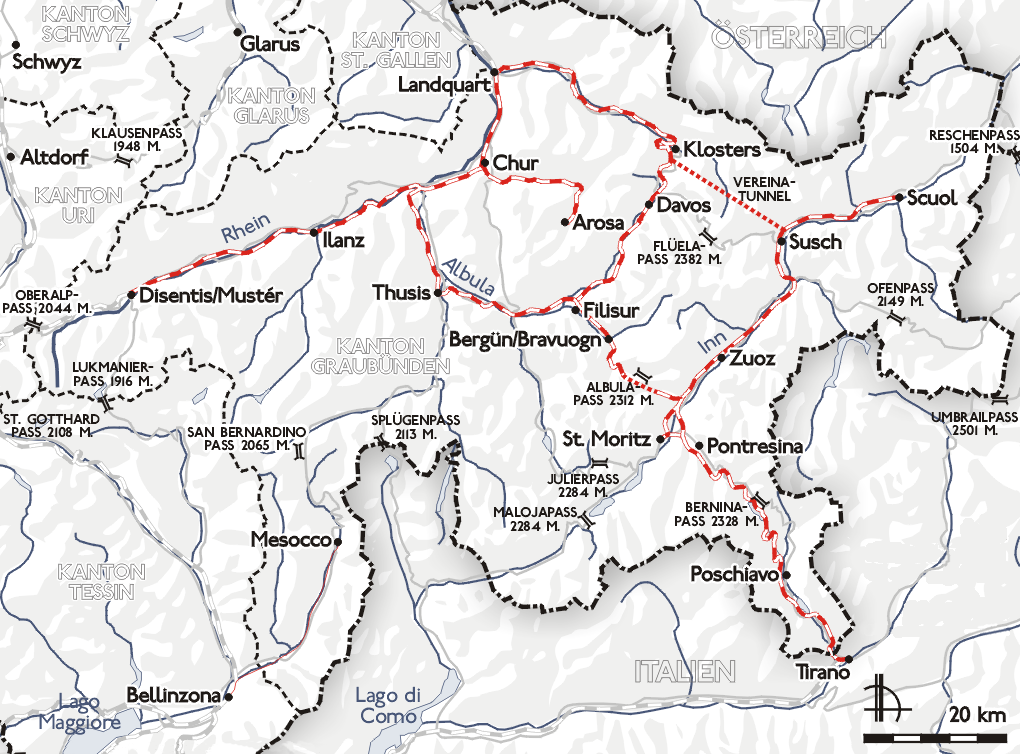
雷蒂亚铁路网络

雷蒂亚铁路有格劳宾登州政府持有51.3%股份，瑞士联邦持股43.1%，4.6%由私人持股，剩下1%有地方社区持股。

### 总部
雷蒂亚铁路在州首府库尔有一个令人印象深刻的总部，位于班霍夫大街25号。46°51′06″N 9°31′57″E / 46.8517°N 9.5325°E